# 上海泰晤士报
《上海泰晤士报》（Shanghai Times）是美国侨民在中国上海创办的英文报纸，创刊于1901年3月。社旧址位于虹桥路2419号，建于1930年前后，为砖木结构三层，英国乡村别墅式。
1907年，福开森拥有该报。同时开始接受日本方面的津贴，立场开始亲日。1914年，该报归英国侨民诺丁汉姆所有。1936年，《上海泰晤士报》在外文报纸中发行量仅次于《字林西报》（North China Daily News）和《大美晚报》（Shanghai Evening Post and Mercury），名列第三。
1941年12月8日太平洋战争爆发，日军进占上海租界，《上海泰晤士报》一度与其他外文报纸一起停刊，但不久宣布接受日方领导，成为日本占领区唯一的英文报刊。 
1944年9月1日，《上海泰晤士报》宣告停办。抗战胜利后作为敌产，被国民政府接收。
1. ↑  .   [2020-09-12]. （原始内容存档于2011-09-18）.